# Emmanuel Goldstein

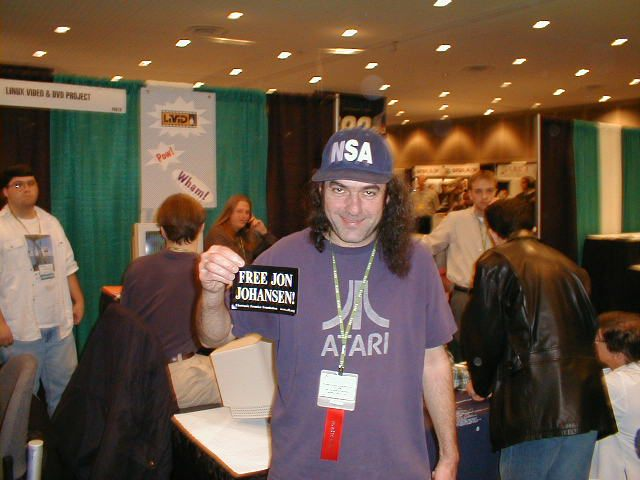
Eric Corley al Linuxworld 2000, a Nova York.

Eric Gordon Corley (Long Island, Nova York, 16 de desembre de 1959), més conegut pel pseudònim Emmanuel Goldstein, és un periodista estatunidenc i alhora membre de la comunitat hacker. Corley ha lluitat i continua lluitant a través de diferents mitjans de comunicació propis perquè la gent no vegi amb mals ulls els hackers, ja que com ell mateix diu en un documental seu, Freedom Downtime, "els hackers sovint són acusats de delictes que ni tan sols són possibles de fer-se. Moltes de les coses que fan, en canvi, són per diversió i per a explorar, no pas per delinquir ni fer mal a ningú".

## Apunts biogràfics
Tot i que el seu nom real és Eric Gordon Corley, el nom que utilitza habitualment per a parlar en públic o publicar escrits és el d'Emmanuel Goldstein, nom que pren de la novel·la 1984 de George Orwell. Goldstein era en la literatura d'Orwell un líder a l'oposició, a l'ombra. És doncs un nom escollit a consciència, ja que Corley es deixa veure com una persona que lluita pel que creu just encara que no l'escoltin grans masses.
Corley fou alumne de l'institut Ward Melville High School i anà a la universitat durant 4 anys: de 1977 a 1982. Es llicencià en llengua anglesa (Bachelor of Arts in English) al State University College, universitat situada a Stony Brook, Nova York, i que forma part de l'State University of New York (SUNY).
Només dos anys després de sortir de la universitat, Eric G. Corley creà una organització sense ànim de lucre, la 2600 Enterprises, Inc., a partir de la qual fundà i publicà la revista trimestral 2600: The Hacker Quarterly, vigent fins avui únicament en versió impresa. Internet, en aquest cas, només serveix com a eina de comunicació per a qualsevol persona que vulgui conèixer l'ètica hacker i el món que envolta el gurú Corley. Així, a través de la web 2600.com un pot saber què fa Corley a nivell comunicatiu i com es pot formar part de la seva comunitat. Igual que altres publicacions com ara Computer Underground Digest, el propòsit de 2600: The Hacker Quarterly és el de mostrar una visió equilibrada dels hackers en contrast amb la normalment errònia visió dels mitjans de comunicació.
El nom de la revista, 2600, té a veure amb el to 2600 Hz, senyal anomenat popularment com a "to de tall" i que usaren els primers hackers per a convertir trucades telefòniques normals en gratuïtes enganyant el sistema. El nom 2600 es va anar fent popular fins que Corley l'utilitzà per a la seva revista i també van començar a tenir lloc reunions temàtiques que foren batejades com les reunions 2600.

## L'ètica hacker
El terme hacker, segons la revista 2600, es refereix al concepte Grey Hat dins de la comunitat hacker. Això és el que generalment s'entén com qualsevol ús o manipulació de la tecnologia que permet anar més enllà de les capacitats inherents del disseny d'una aplicació existent. D'aquí neixen els conceptes White Hat i Black Hat hacking, en funció de si el que motiva la manipulació o l'ús d'una tecnologia són bones o males intencions, respectivament. Corley a través de 2600.com anuncia i convida a tothom que vulgui conèixer i debatre sobre notícies del món de la tecnologia a unir-se a les conferències H.O.P.E. (Hackers On Planet Earth) i d'altres que tenen lloc mensualment (normalment els primers divendres de cada mes a les 5 de la tarda) a països d'arreu del món (Argentina, Australia, Brasil, Canadà, Dinamarca, Inglaterra, Finlandia, Grècia, Irlanda, Itàlia, Japó, Mèxic, Nova Zelanda, Noruega, Polònia, Puerto Rico, Rússia, Escòcia, Sud-àfrica, Suècia, Suïssa i els Estats Units).

## Problemes judicials: CSS vs. DeCSS
L'any 1999 Corley fou demandat a conseqüència de la ideologia hacker des de la qual es promou la lliure comunicació entre els individus. El cas va rebre popularment el nom de l'Universal contra Reimerdes i consistí en un enfrontament entre diverses empreses de la indústria del cinema i Corley, entre altres membres de la comunitat hacker, per difondre a través dels seus web sites el programa DeCSS. El DeCSS és un programa que permet desxifrar els continguts d'un disc DVD i que, per tant, desfà mitjançant enginyeria inversa els codis d'encriptació (CSS) que apliquen els fabricants de DVDs als discs per evitar-ne la còpia, la difusió i la venda il·legal. El programa DeCSS permet a l'usuari tenir un complet accés al DVD, tant per a reproduir-lo com per a copiar-ne el seu contingut. Corley, a través de la seva pàgina web 2600.com proporcionà enllaços a llocs web on trobar el codi font del programa DeCSS. Es tractà d'un cas que afectà l'evolució de la llei dels drets d'autor a causa dels avenços en la tecnologia, ja que es donà una clara col·lisió de drets fonamentals entre el dret a la llibertat de creació artística (protecció dels drets d'autor) i el dret a la informació i lliure circulació de la informació. De tots els demandats, Corley va ser l'únic en afrontar-se als tribunals a les empreses de la indústria del cinema. Malgrat tot, a 2 de febrer de l'any 2000 el jutge Lewis A. Kaplan del jutjat del districte Sud de Nova York concedia als demandants la possibilitat de demanda judicial preliminar. I d'aquesta manera el jutge es pronuncià en contra de Corley.

## Projectes documentals
Un any més tard sortí a la llum el documental llargmetratge de denúncia sobre el hacker pres Kevin Mitnick, Freedom Downtime, escrit, dirigit i produït pel mateix Corley. El documental narra el moviment a favor de l'alliberament de Kevin (Free Kevin) perquè estava pres i havia sigut acusat injustament pels mitjans de comunicació i pel govern estatunidenc de ser un dels hackers més perillosos del món i més buscat de l'FBI. Les acusacions parlaven d'haver robat milers de documents dels sistemes informàtics del país, entre altres delictes, que més tard es demostraria que no tenien res de greu mentre no les hagués modificat o distribuït -cosa que no va fer-. Corley n'és el narrador i apareix sovint al documental amb el paper de periodista d'investigació. La temàtica que es tracta és delicada, sovint es troben amb impediments per a poder gravar a determinades institucions, no se'ls atén i podríem dir que fracassen en la seva missió, però això no impedeix que Corley tiri la tovallola juntament amb tots aquells qui van unir-se al moviment Free Kevin. Al documental, però, no només hi trobem denúncia, i frases molt vàlides per a la comunitat hacker com les paraules d'un activista hippie dels 60: "When you demonstrate, make sure that you're in the right" (quan et manifestis assegura't de ser qui tens la raó) o frases punyents com la resposta que rep Corley d'una ciutadana estatunidenca al carrer a qui se li explica el cas d'en Kevin Mitnick: "This is the American way, wake up!" (aquesta és la manera com actua Amèrica, desperta!). També hi ha escenes força còmiques que amenitzen el llargmetratge documental i que demostren que qualsevol de nosaltres pot fer un film de denúncia amb una càmera, idees clares i quelcom pel qual lluitar.
A nivell filmogràfic, Eric Gordon Corley continua gravant un nou documental: Speaker's World. També ha fet d'assessor creatiu de la pel·lícula Hackers i l'any 2006 va participar com a actor a la pel·lícula Urchin.

## Treballs radiofònics
Actualment, Corley presenta un parell de programes de ràdio sobre temes de seguretat informàtica i el món hacker: Off the Hook, que s'emet a l'emissora WBAI (99.5 FM) i a la WBCQ (7415 ona curta) i Off the Wall, a la WUSB (90.1 FM). Ambdós programes poden descarregar-se o escoltar-se en streaming a través de la pàgina web de Corley, 2600.com.